# Tsarkvitsa (Kardzjali)
Tsarkvitsa of Carkvica (Bulgaars: Църквица) is een dorp in het zuiden van Bulgarije. Het dorp is gelegen in de gemeente Dzjebel in de oblast Kardzjali. Het dorp ligt hemelsbreed 17 km ten zuidwesten van Kardzjali en 201 km ten zuidoosten van de hoofdstad Sofia.

## Bevolking
Het dorp Tsarkvitsa had bij een schatting van 2020 een inwoneraantal van 110 personen. Dit waren 50 mensen (83,3%) meer dan bij de officiële census van februari 2011. De gemiddelde jaarlijkse groei in die periode komt daarmee uit op 6,3%, hetgeen hoger is dan het landelijk jaarlijks gemiddelde over deze periode (-0,63%). In 1965 woonden er echter nog 682 personen in het dorp.
| Bevolkingsontwikkeling van Tsarkvitsa tussen 1934 en 2020 |
| --------------------------------------------------------- |
|                                                           |
| ■ Volkstellingen ■ Schatting                              |

In het dorp wonen uitsluitend etnische Turken. In de optionele volkstelling van 2011 identificeerden alle 60 ondervraagden zichzelf als etnische Turken - oftewel 100% van alle ondervraagden.
| Etnische samenstelling van de respondenten (2011) | Etnische samenstelling van de respondenten (2011) | Etnische samenstelling van de respondenten (2011) | Etnische samenstelling van de respondenten (2011) | Etnische samenstelling van de respondenten (2011) |
| ------------------------------------------------- | ------------------------------------------------- | ------------------------------------------------- | ------------------------------------------------- | ------------------------------------------------- |
|                                                   |                                                   |                                                   |                                                   |                                                   |
| Bulgaren                                          | Bulgaren                                          |                                                   | 0,0%                                              | 0,0%                                              |
| Turken                                            | Turken                                            |                                                   | 100,0%                                            | 100,0%                                            |
| Roma                                              | Roma                                              |                                                   | 0,0%                                              | 0,0%                                              |
| Anders/Onbekend                                   | Anders/Onbekend                                   |                                                   | 0,0%                                              | 0,0%                                              |

Albantsi - Brezjana - Dobrintsi - Doesjinkovo - Dzjebel  - General Gesjevo - Ilijsko - Jamino - Kamenane - Kazatsite - Kontil - Kozitsa - Koeptsite - Lebed - Misjevsko - Mrezjitsjko -  Oestren - Ovtsjevo - Paprat - Plazisjte - Podvrach - Poljanets - Pototsje - Pripek - Rat - Ridino - Rogozari - Rogoztsje - Rozjdensko - Sipets - Skalina - Slantsjogled - Sofijtsi - Sjterna - Tarnovtsi - Teltsjarka - Tjoetjoentsje - Tsarkvitsa - Tsjakaltsi - Tsjeresjka - Tsvjatovo - Valkovitsj - Velikdentsje - Vodenitsjarsko - Zjalti Rid - Zjaltika - Zjeladovo